# Metro de Luoyang
El Metro de Luoyang (en chino:洛阳地铁) es una red ferroviaria de tránsito rápido (metro) que da cobertura a las zonas urbanas y los suburbios de Luoyang. Es el segundo sistema de metro en la  Provincia de Henan, así como el primero en una ciudad que no es una capital provincial en China central y occidental.

## Líneas operativas

### Línea 1

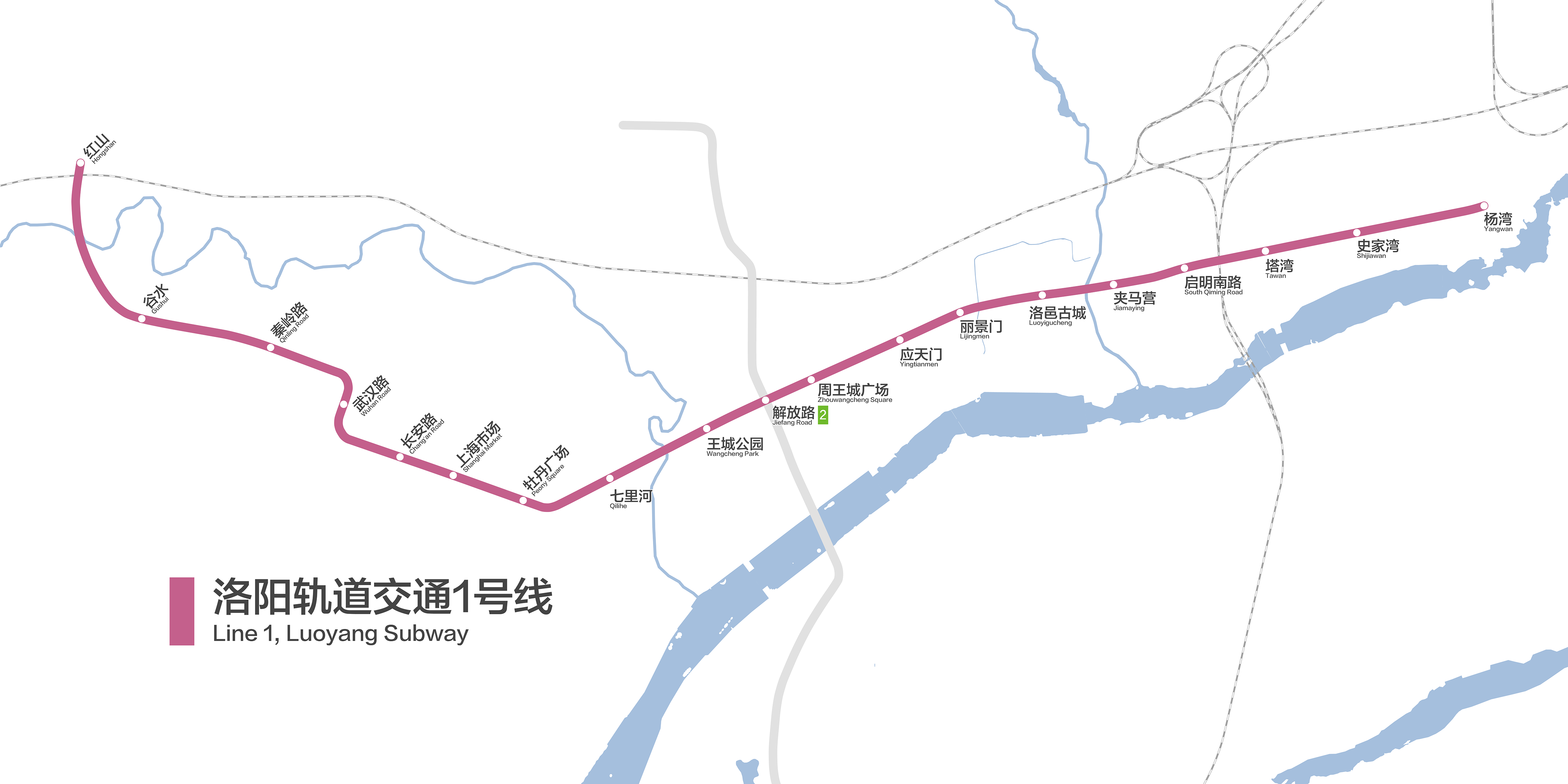

la línea 1 recorre del este a oeste desde la estación de Hongshan hasta la  estación de Yangwan. Su construcción fue iniciada en junio de 2017, y fue inaugurado el 28 de marzo de 2021. Línea 1 tiene un tamaño de 25.3 kilómetros y cuenta con 19 estaciones.

### Línea 2

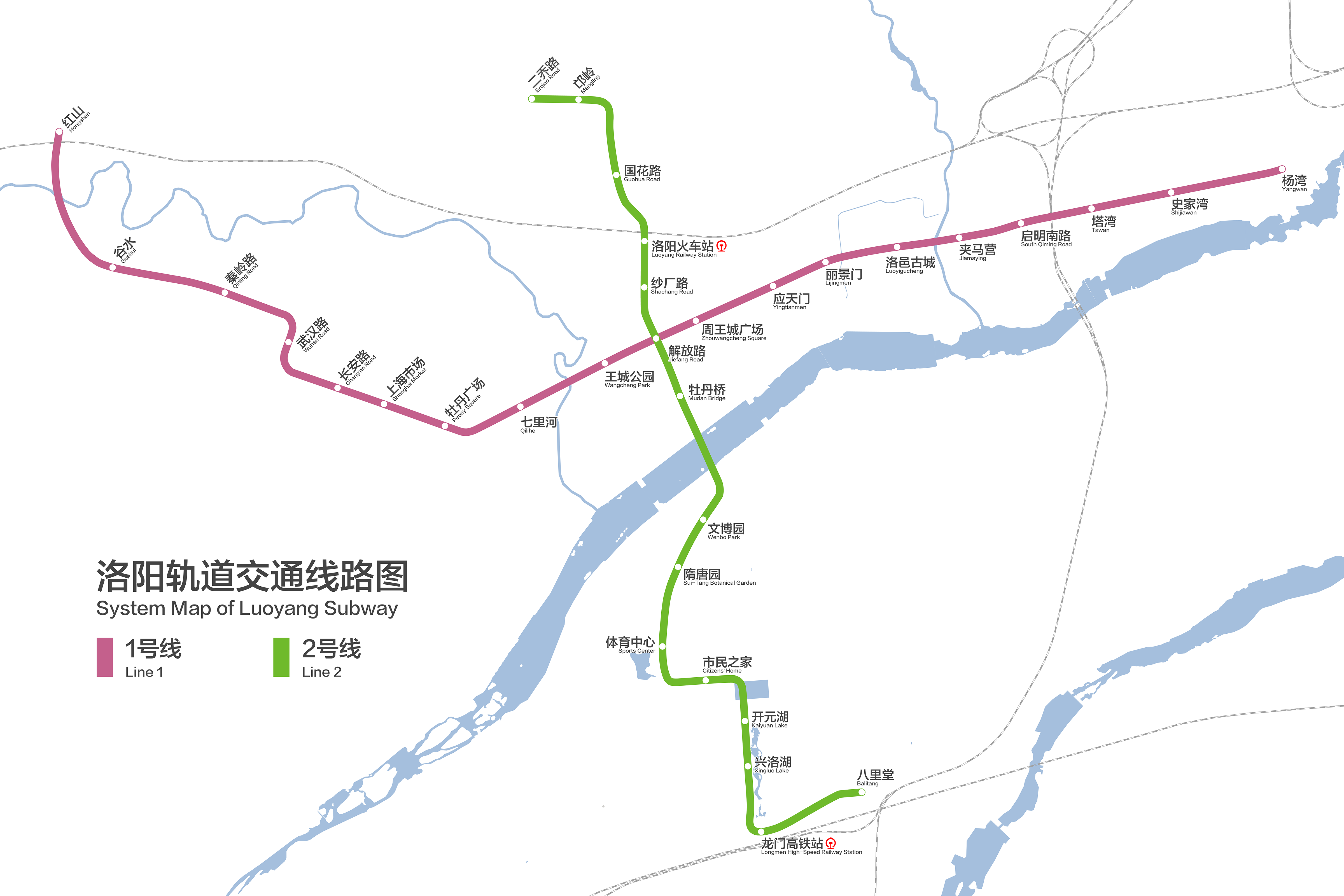

la línea 2 recorre el eje norte-sur de la ciudad, desde la estación de Erqiao Road hasta la estación de Balitang. Su construcción comenzó en diciembre del 2017. Y entró en funcionamiento el 26 de diciembre de 2021. La línea conecta tanto la estación ferroviaria de Luoyang, como la de Luoyang Longmen.
La primera fase de Línea 2 cuenta con 18.3 kilómetros de longitud repartido en 15 estaciones.

## Historia
La primera fase de la red, incluyendo Línea 1 y la primera fase de Línea 2, fue aprobada por la Comisión de Desarrollo Nacional y Reforma en agosto del 2016.
La construcción de Línea 1 empezó el 28 de junio de 2017, y la de Línea 2 el 26 de diciembre de 2017.